# Czekanowskites
Czekanowskites – rodzaj głowonogów z wymarłej podgromady amonitowatych, z rzędu Ceratitida.
Żył w okresie środkowego triasu (anizyk) w morzach na terenie dzisiejszej północnej części środkowej Syberii.
Nazwa rodzajowa upamiętnia polskiego zesłańca i badacza geologii Syberii Aleksandra Czekanowskiego.
Gatunki:
- Czekanowskites decipiens
- Czekanowskites gastroplanus
- Czekanowskites rieberi Dagys & Weitschat 1993[2]

Także:
Czekanowskites acuteplicatus Tozer 1994
Czekanowskites hayesi (McLearn 1946)
Czekanowskites popovi Dagys 2001
Czekanowskites tumaefactus Vavilov 1978